# Деррік Кемпбелл
Деррік Натан Кемпбелл (англ. Derrick Nathan Campbel; нар.18 лютого 1972) — канадський ковзаняр, що спеціалізувався в шорт-треку, олімпійський чемпіон.
Золоту олімпійську медаль та звання олімпійського чемпіона Кемпбелл виборов на Олімпіаді 1998 року в Нагано в складі канадської естафетної команди в естафеті на дистанції 5000 метрів. На попередній Олімпіаді в Ліллегаммері Кемпбелл був учасником фінального забігу на 1000 метрів. Його збив британець Ніккі Гуч, якого дискваліфікували. Кемпбелл святкував третє місце, але судді вирішили, що він не пробіг ще одне коло. тому бронза дісталася Марку Ганьону, який навіть не був фіналістом. 
Після завершення спортивної кар'єри Кембелл тренував Франсуа Амлена. Він одружений із Сінді Оверленд, сестрою канадських олімпійських медалістів Кевіна Оверленда та Аманди Оверленд.

## Зовнішні посилання
- Досьє на sports-reference.com [Архівовано 17 квітня 2020 у Wayback Machine.]

## Виноски
1. ↑  Olympedia — 2006.
2. ↑  Nagano 1998 Official Report - Volume 3 (PDF). Nagano Olympics Organizing Committee. LA84 Foundation. 1998. Архів оригіналу (PDF) за 26 лютого 2008. Процитовано 16 січня 2014. {{cite web}}: Cite має пустий невідомий параметр: |df= (довідка)